# Amir Absalem
Amir Absalem (Capelle aan den IJssel, 19 giugno 1997) è un calciatore olandese, difensore dell'Helmond Sport.

## Caratteristiche tecniche
È un terzino sinistro.

## Carriera
Cresciuto nelle giovanili del Feyenoord, nel 2016 è stato acquistato dal Groningen.
Ha esordito il 20 ottobre 2017 in occasione del match perso 1-0 contro il Willem II.